# Hermandad de las Siete Palabras (Sevilla)
La Hermandad de las Siete Palabras es una cofradía católica de Sevilla, Andalucía, España. Procesiona en Semana Santa el Miércoles Santo. Tiene su sede en la iglesia parroquial de San Vicente.
Su nombre completo es Real e Ilustre Hermandad Sacramental de Nuestra Señora del Rosario, Ánimas Benditas del Purgatorio y Primitiva Archicofradía del Sagrado Corazón y Clavos de Jesús, Nuestro Padre Jesús de la Divina Misericordia, Santísimo Cristo de las Siete Palabras, María Santísima de los Remedios, Nuestra Señora de la Cabeza y San Juan Evangelista.

## Historia

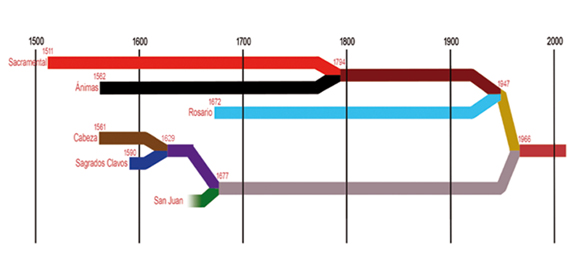
Historia de la conformación de la Hermandad de las Siete Palabras, que comienza en 1511.

### Casa grande del Carmen
En 1561 se fundó la Hermandad de Nuestra Señora de la Cabeza en la iglesia de la casa grande del Carmen. La devoción a la Virgen de la Cabeza tiene su origen en Andújar. Muchos de los cofrades de Sevilla eran del gremio de los curtidores. Las reglas fueron aprobadas en 1564 por el provisor del arzobispado, Juan de Ovando. En 1565 solicitaron a un cofrade que iba a Roma, Diego de la Fuente, que obtuviese del papa un jubileo para obtener indulgencias tres días del año: el de la Purificación (2 de febrero), la Festividad de la Virgen de la Cabeza (último domingo de abril) y la Festividad de San Miguel (29 de septiembre). En 1573 se redactaron unas nuevas reglas, que fueron aprobadas por el provisor, Juan Rodríguez. En 1583 adquirieron un terreno en el convento para construir una capilla propia. En 1583 el orfebre de plata y oro Agustín Velázquez y su esposa, Inés Piquer, donaron a la hermandad una imagen de la Virgen de la Cabeza con vestiduras de terciopelo carmesí y una corona de plata. Esta imagen no parece ser la actual de la hermandad, atribuida a Roque Balduque de hacia 1554.
En 1597 instalaron en su capilla un altar con una imagen de San Zoilo, mártir de Córdoba, y determinaron tomarlo como patrono y celebrar todos los años su festividad, el 27 de junio.
En el siglo XVI se fundó la Cofradía de los Sagrados Clavos de Nuestro Redentor Jesucristo, Virgen de los Remedios y San Juan Evangelista. En 1595 se encontraba establecida en la capilla de la Virgen de la Cabeza del convento del Carmen. Ese mismo año amplió sus reglas. Debían celebrar una Función a la Virgen en la Festividad de la Asunción y dos a san Juan Evangelista: una por la Pascua de Navidad y otra muy solemne en mayo. La hermandad procesionaba con un paso con imágenes del Libro de las Revelaciones, con una imagen de Cristo Crucificado, que en 1777 fue llamado Cristo de las Siete Palabras, y una de la Virgen Dolorosa.
En 1629 la Hermandad de Nuestra Señora de la Cabeza y San Zoilo y la Cofradía de los Sagrados Clavos de Nuestro Señor Jesucristo, Virgen de los Remedios y San Juan Evangelista se unificaron. En el acuerdo de la unificación estaba la realización de cultos a Santiago el Mayor.
En 1677 se fusionó con una cofradía dedicada a San Juan Evangelista que no tenía capilla propia y a la que pertenecía el gremio de los impresores.
En 1721 una de las paredes de la capilla se encontraba en ruinas y, antes de ser reparada, se produjo su derrumbe. Se comenzó con la reconstrucción de la capilla, pero tuvo que suspenderse por falta de recursos en 1732. Para costear las obras, se tuvieron que vender diversos enseres, entre los que se encontraba el paso. La hermandad decayó, pero en 1742 se reorganizó y prosiguió con las obras, que finalizaron en 1752.
En 1798 se unió a la Congregación del Sagrado Corazón de Jesús. Sus nuevas reglas fueron aprobadas por el Consejo de Castilla. En 1777 la imagen de Cristo Crucificado ya era conocida como de las Siete Palabras. En las reglas la hermandad pasó a titularse del Santísimo Cristo de las Siete Palabras.
En 1858 se escogió como hermano mayor al abogado José Bermejo y Carballo, que ocupó el cargo hasta su fallecimiento, en 1888. Bermejo dirigió la hermandad con gran éxito y aumentó el número de hermanos.

### Iglesia de San Vicente
En 1511 Teresa Enríquez fundó una hermandad sacramental en la parroquia de San Vicente que aprobó sus primeras reglas en 1532. Esta hermandad donó a la parroquia el altar mayor, realizado por Cristóbal de Guadix en 1690. En 1761 un terremoto provocó el hundimiento del techo de la capilla sacramental. La hermandad costeó otra de mayor tamaño, construida entre 1761 y 1782 por Pedro de San Martín y Lucas Cintora. Es de estilo barroco y se trata de una de las capillas sacramentales más grandes de la ciudad. Esta hermandad recibió la donación de una imagen de Jesús con la Cruz a cuestas, realizada por Felipe de Ribas. Esta imagen había sido titular de una extinguida corporación de sacerdotes. Esto en el altar mayor de la capilla sacramental. En 1966 fue titulado como Jesús la Divina Misericordia.
En 1562 surgió en la misma iglesia una corporación de ánimas para el rezo llamada Hermandad de las Ánimas Benditas. Esta hermandad tenía una imagen de San Miguel Arcángel, realizada por Pedro Roldán. La hermandad sacramental y la de ánimas se fusionaron en 1794.
En 1672 surgió una hermandad de gloria que realizaba rezos públicos del rosario presididos por un simpecado. Esta hermandad tenía también una Virgen del Rosario y procesionó con ella a partir de 1777. La Hermandad del Rosario se fusionó con la Hermandad Sacramental y de Ánimas en 1947.
Tras el cierre del convento en la Revolución de 1868, la cofradía de nazarenos abandonó el convento del Carmen Calzado, forzada por el decreto de incautación de la Junta Revolucionaria. Se trasladó a una capilla de la iglesia de San Vicente, que había pertenecido a Francisco Griego en el siglo XVI. En 1569 los herederos del armador, capitán de navío y mercader Francisco Griego, encargaron un retablo pictórico al escultor Jerónimo Hernández y al pintor Pedro de Villegas Marmolejo, para la capilla que este tenía en el templo. Estos cuadros se conservan en la capilla, siendo uno de gran tamaño de la Virgen con el Niño Jesús, con la advocación de Virgen de los Remedios, rodeado por otros de menor tamaño de San Jerónimo, las Santas Justa y Rufina, San Juan Bautista, San Nicolás de Bari, San Sebastián y San Roque.
Desde este templo continuó la práctica del ejercicio penitencial del Miércoles Santo con el paso de las Siete Palabras.
Desde 1957 el instituto armado de la Guardia Civil tiene el cargo de hermano mayor honorario. Un grupo de guardias civiles escoltó el paso de palio de la Virgen de la Cabeza desde 1958 hasta 1999. En 2013 se recuperó esta tradición.
El 9 de septiembre de 1966 la Hermandad de las Siete Palabras se fusionó con la Hermandad Sacramental, de Ánimas y del Rosario, de esta misma iglesia.

## Imágenes titulares

### Jesús de la Divina Misericordia

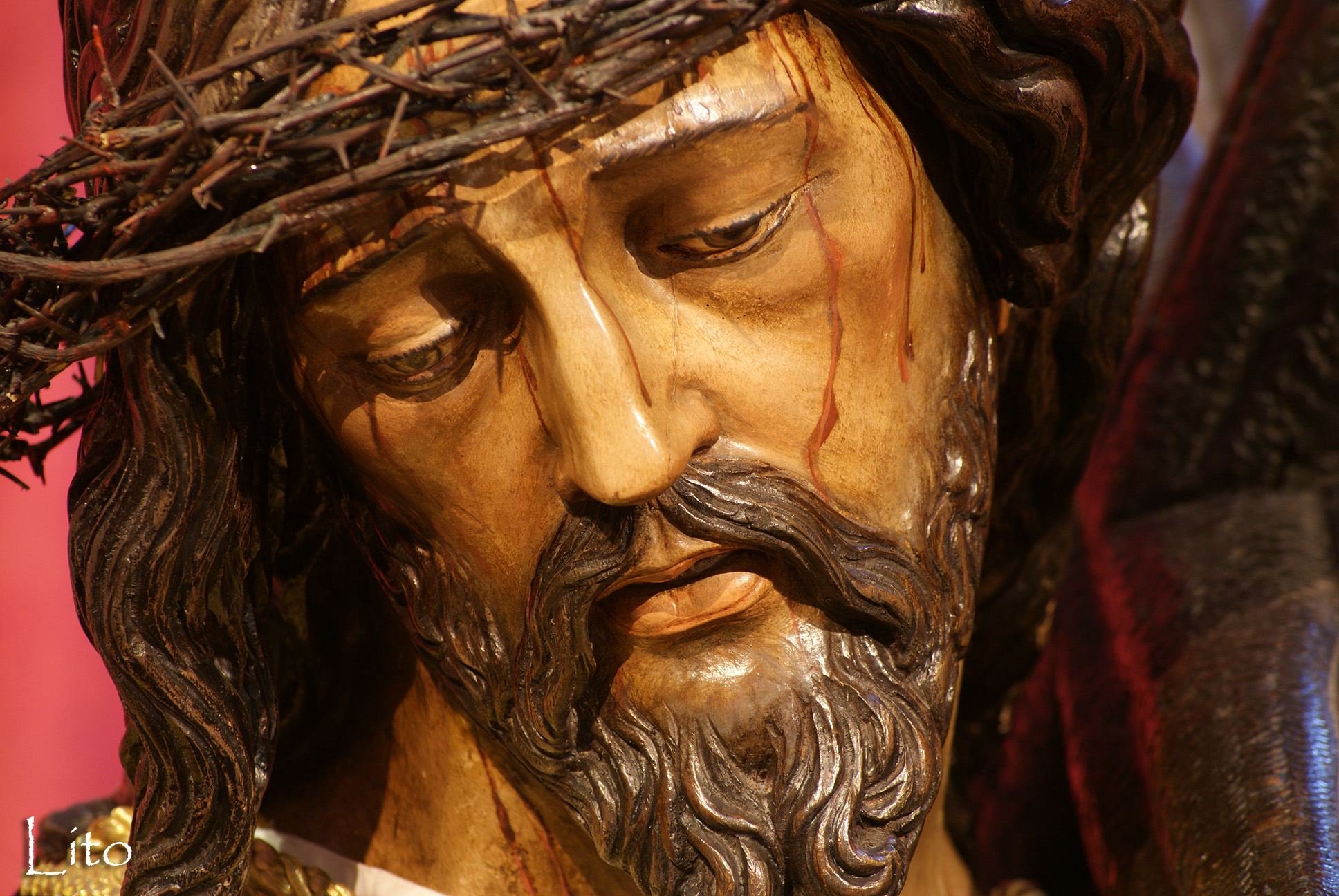
Jesús de la Divina Misericordia.

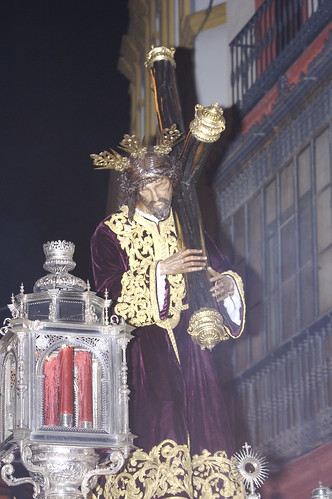
Paso de Jesús de la Divina Misericordia.

La imagen de Jesús con la Cruz a Cuestas es atribuida al escultor cordobés Felipe de Ribas de entre 1640 y 1641. Fue situada en el sagrario de la iglesia de San Vicente. Fue propiedad de una hermandad de sacerdotes. Esta hermandad desapareció a mediados del siglo XVII, debido a la epidemia de peste negra de 1649. En 1650 el escultor Blas de Escobar realizó un retablo para la imagen, que pasó a estar a cargo de la hermandad de ánimas. En 1675 fue concedida a la hermandad sacramental. En 1966 fue llamado Jesús de la Divina Misericordia.
Luis Ortega Bru realizó un nuevo cuerpo, conservando las manos y la cabeza, y cambió su posición en 1977. 
El paso es de estilo neobarroco, en plata de ley, realizado en el Taller de Viuda de Villarreal desde 1977 hasta el año 2000. Está iluminado por cuatro faroles plateados (realizados por Antonio Sandarán en 1913). El Señor lleva potencias flordelisadas, en plata sobredorada, realizadas en 1698. La cruz procesional fue obra del tallista Manuel Guzmán Bejarano en 1977.

### Cristo de las Siete Palabras

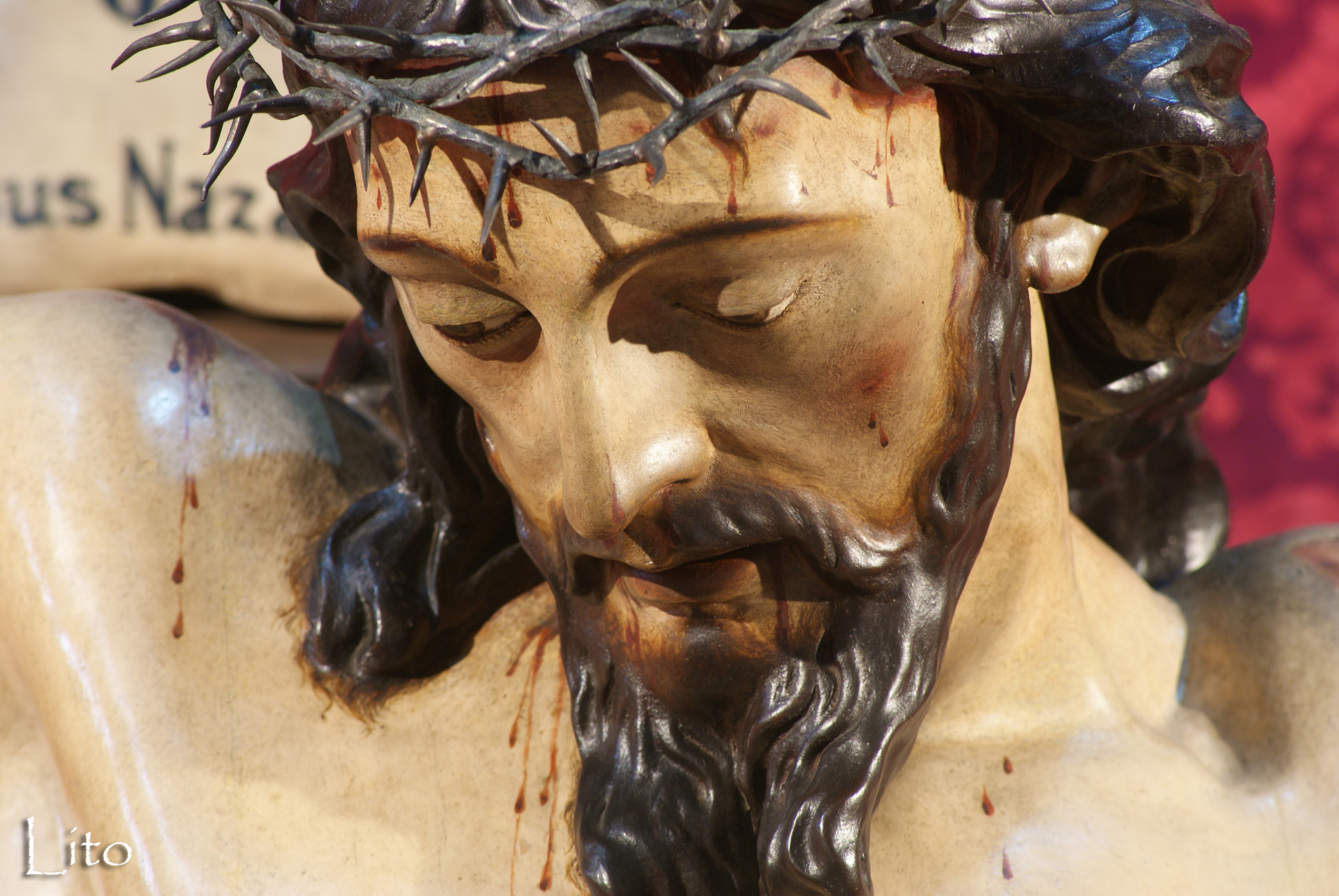
Cristo de las Siete Palabras

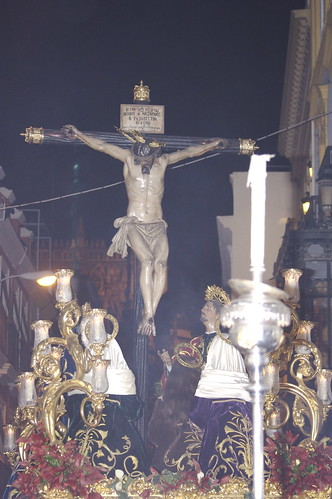
Paso de las Siete Palabras.

El Cristo de las Siete Palabras es un Crucificado. Las Siete Palabras (Septem Verba, en latín) es como se conoce a las siete cosas que dijo Cristo en su Crucifixión. En el paso de misterio se encuentra acompañado de la Virgen de los Remedios, San Juan Evangelista, Santa María Magdalena, Santa María de Cleofás y Santa María Salomé.
El Crucificado fue realizado en 1682 por Felipe Martínez para la Hermandad del Cristo de la Sangre, Virgen de la Candelaria y San Juan Bautista, que tenía su sede en la iglesia del convento de San Francisco de Paula, que es la actual iglesia del Sagrado Corazón de Jesús. Esta corporación decayó en el siglo XVIII y estaba ya desaparecida a finales de aquel siglo. En 1868, la iglesia de San Francisco de Paula fue clausurada por la Junta Revolucionara y sus bienes fueron trasladados al convento de Madre de Dios para el traslado a otros lugares. Este Crucificado fue entregado para el oratorio privado de José María Cisneros y Lanuza. En la segunda mitad del siglo XIX la hermandad quería un Crucificado de mejor hechura, ya que el que tenían estaba realizado con la técnica del papelón y había precisado de diversas restauraciones. Honorio Cisneros cedió la imagen a la Hermandad de las Siete Palabras en 1881.
Cuando la imagen llegó a la hermandad, en 1881, fue restaurada por Emilio Pizarro de la Cruz.
Las potencias del Cristo y los casquetes de la cruz son de plata dorada y fueron realizados por Orfebrería Andaluza en 1992. En el año 2013 estrenó una corona de espinas de plata realizada por Joaquín Ossorio.
El paso es de estilo neobarroco, dorado e iluminado por seis candelabros de guardabrisas. Fue realizado en 1881 por Ricardo Reguera, basándose en un diseño de Joaquín Díaz Montero. Hay cuatro ángeles, cada uno en una esquina, de 1923. Lleva faldones de damasco rojo con cenefa bordada en oro realizados por Fernández y Enríquez en 2009.

### Virgen de los Remedios

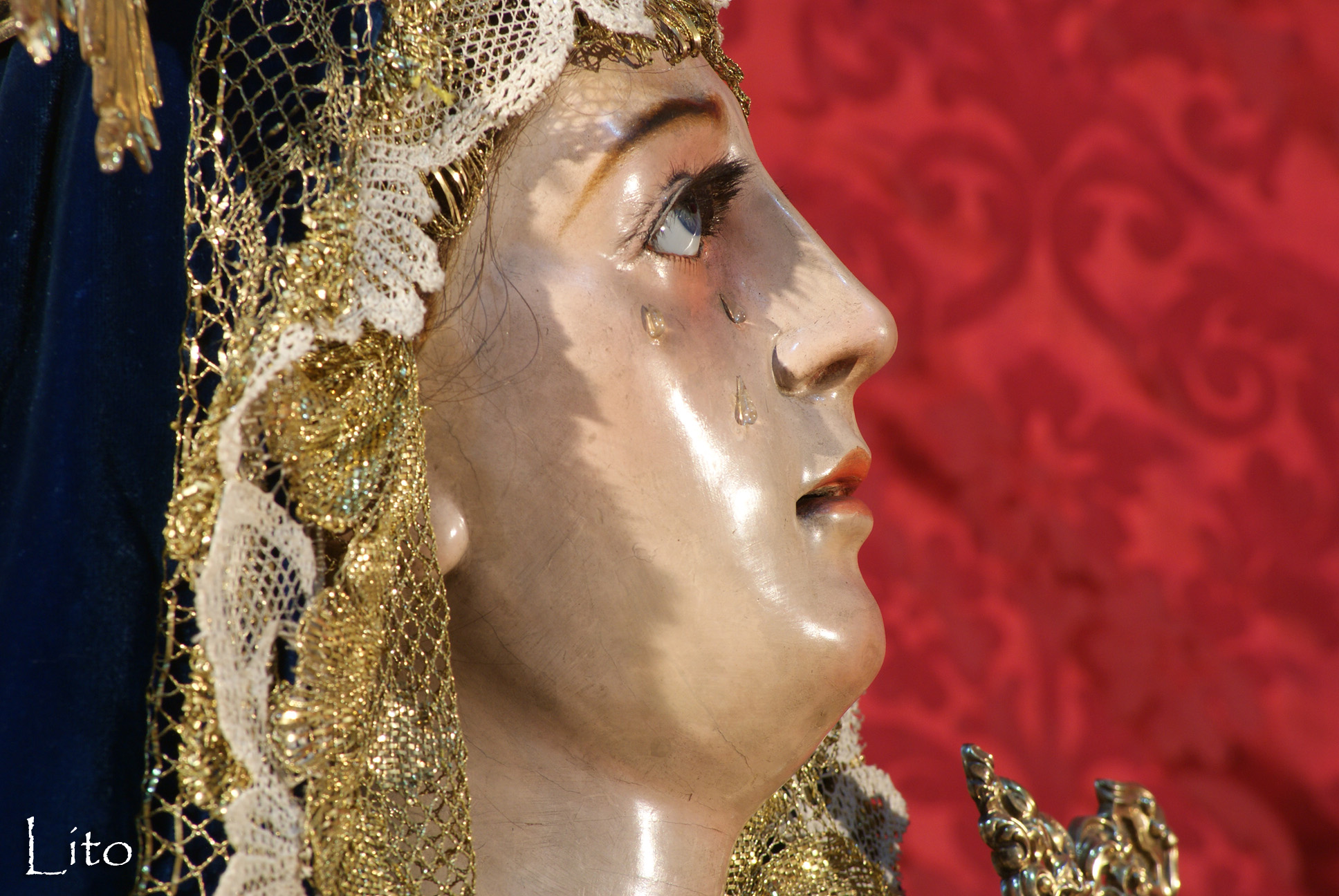
Virgen de los Remedios

La Virgen de los Remedios acompaña al Cristo de las Siete Palabras en el misterio. Fue realizada en 1865 por Manuel Gutiérrez Reyes-Cano. Fue restaurada por Germán Rodríguez Tovar en 1952. Jesús Curquejo Murillo realizó una intervención de leve importancia en 1992, en relación con la posición de la Virgen.
La corona de la Virgen de los Remedios es de cobre dorado. Fue realizada por Cristóbal Ortega en 1893.

### San Juan Evangelista
San Juan Evangelista fue realizado en 1859 por José Sánchez Muñoz. Fue restaurada por Emilio Pizarro en 1876. En 1992 Jesús Curquejo Murillo le realizó un nuevo cuerpo y restauró el resto de la imagen. Fue restaurada por Pedro Manzano en 2013.

### Santas María Magdalena, María de Cleofás y María Salomé
Santa María de Cleofás y María Salomé son obra de  Manuel Gutiérrez Reyes-Cano de 1864. Ese año el misterio procesionó con una imagen de Santa María Magdalena del convento de la Trinidad y en 1865 con otra imagen cedida. La imagen actual de María Magdalena fue realizada por Manuel Gutiérrez Reyes-Cano en 1866.
Todo el ropaje de las imágenes del misterio fue diseñado y bordado por las Hermanas Antúnez para la hermandad entre 1868 y 1877. Todas las imágenes del misterio fueron restauradas por María Teresa Real Palma en 2001.

### Virgen de la Cabeza Gloriosa
La Virgen de la Cabeza Gloriosa es una imagen atribuida a Roque Balduque de hacia 1554. Fue restaurada por Manuel Gutiérrez-Reyes Cano en 1864 y por Fuensanta de la Paz Calatrava en 1997, en el Instituto Andaluz de Patrimonio Histórico.

### Virgen de la Cabeza

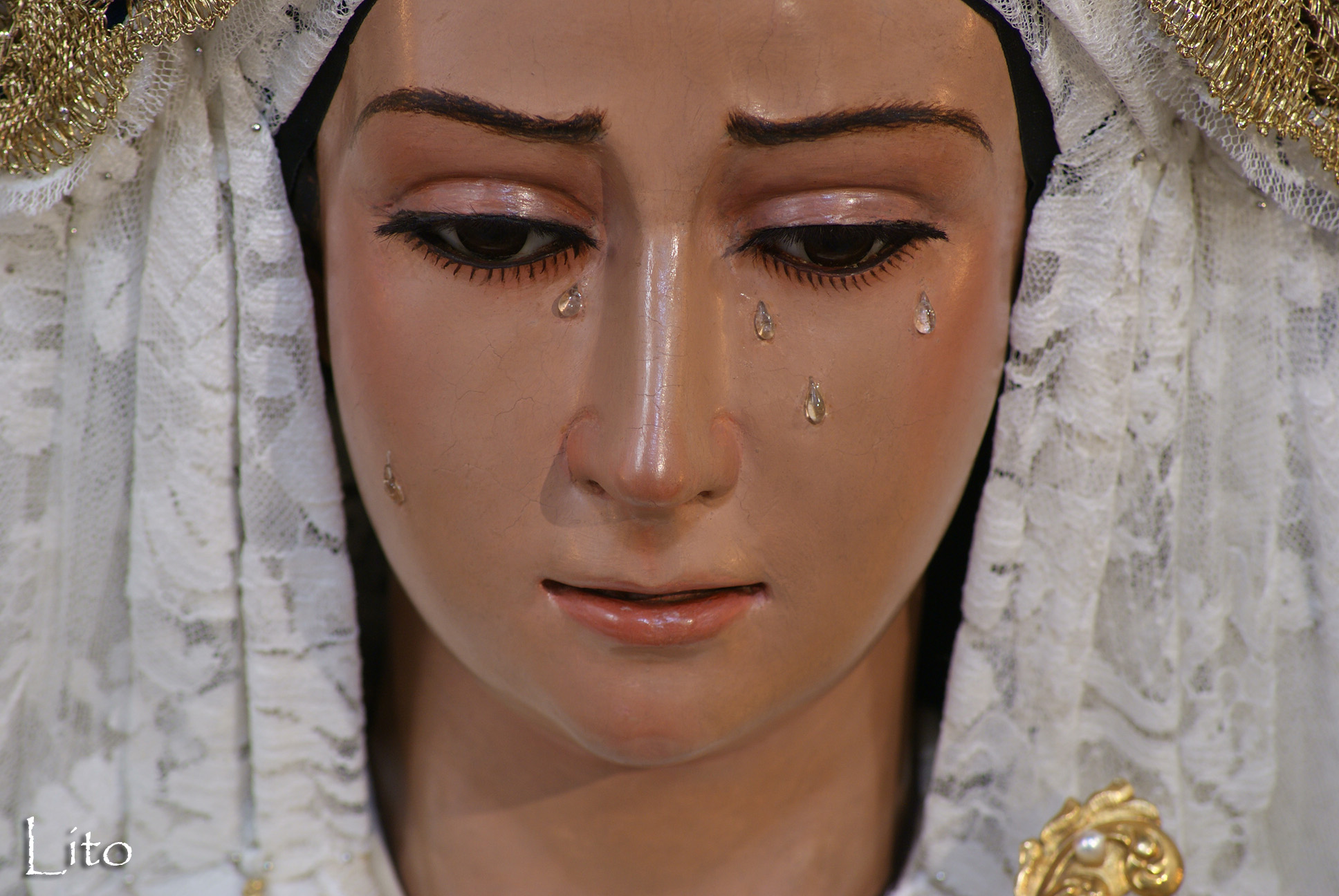
Rostro de la Virgen de la Cabeza.

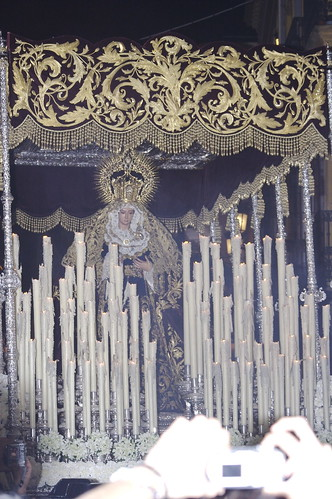
La Virgen en su antiguo palio, actualmente cedidas a la Hermandad del Cautivo de Bollullos Par del Condado, Huelva.

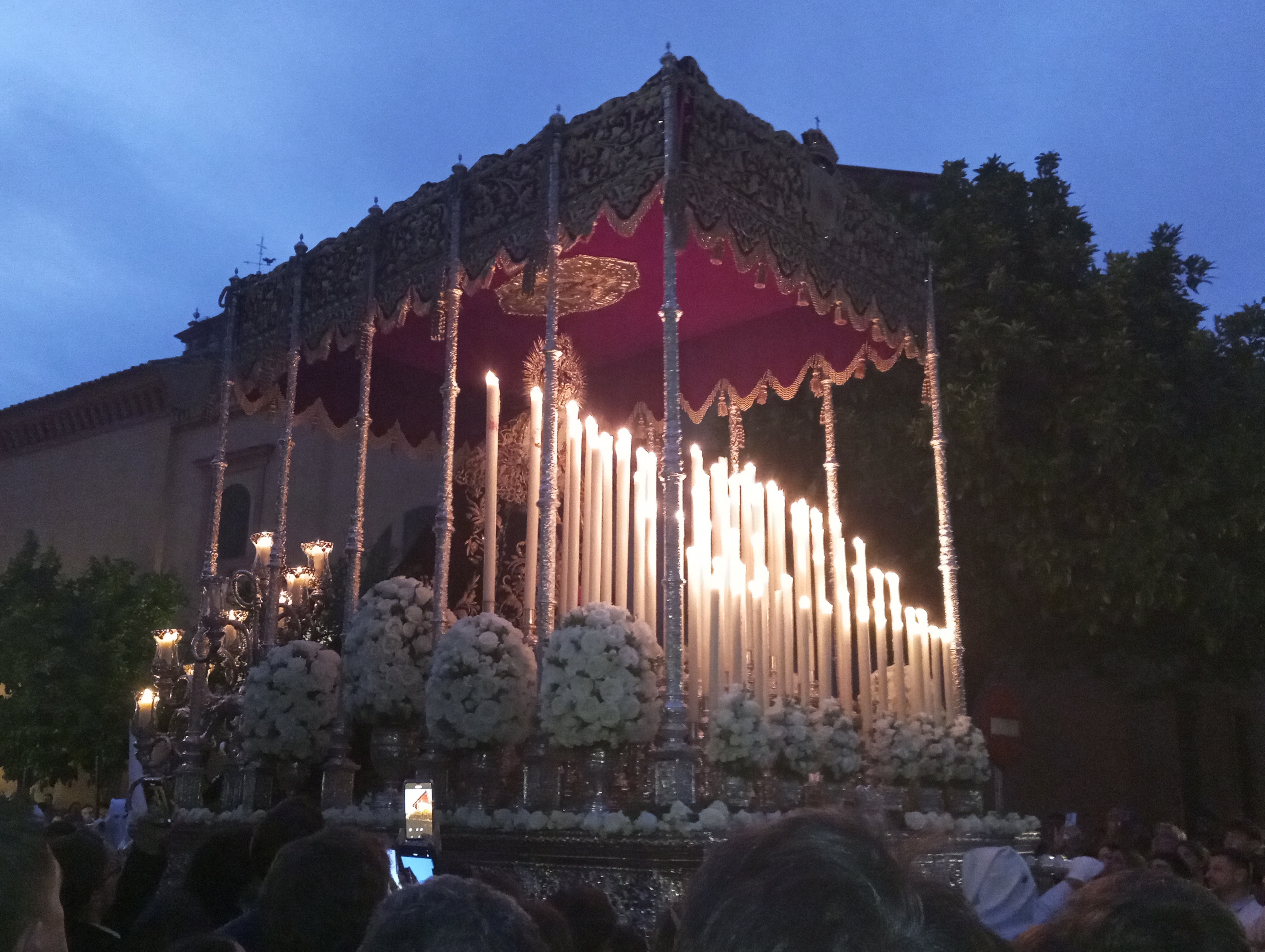
La Virgen en su actual palio.

A finales del siglo XIX la hermandad encargó a Emilio Pizarro de la Cruz la realización de un misterio alegórico del Sagrado Corazón de Jesús. Para esto, utilizó unos ángeles provenientes de la capilla de la Encarnación de Triana, que había sido clausurada. En 1956 se quiso incorporar un paso de palio con la Virgen a la procesión. El escultor Manuel Escamilla Cabezas tomó la imagen de uno de los ángeles realizados por Emilio Pizarro, que representaba a la Justicia, y la modificó para que fuese la Virgen de la Cabeza. En 1978 Manuel Escamilla le realizó unas nuevas manos. En 2008 fue restaurada por Pedro Manzano Beltrán, que realizó también un nuevo candelero.
La corona es de plata dorada. Fue realizada en el Taller de Viuda de Villarreal en 1972.
La Virgen lleva un manto rojo y una saya blanca en terciopelo bordado en oro por Manuel María Ariza en 1863; ambas obras fueron realizadas para la Virgen del Rosario de dicha hermandad.
El palio tiene bambalinas diseñadas por José Asián Pérez. Las delanteras fueron realizadas por Jesús Rosado Borja de Écija en 2017 y las traseras por José Ramón Paleteiro Bellerin en 2014. El techo es de terciopelo burdeos. Toda la orfebrería del paso es de metal plateado y fue realizada por Manuel Villarreal Femández entre 1958 y 1960. Los varales fueron restaurados en 2014. Los candelabros de cola tienen doce brazos y en sus bases tienen una reproducción de la Virgen de la Cabeza de Andújar y el escudo de la Guardia Civil.

### Virgen del Rosario

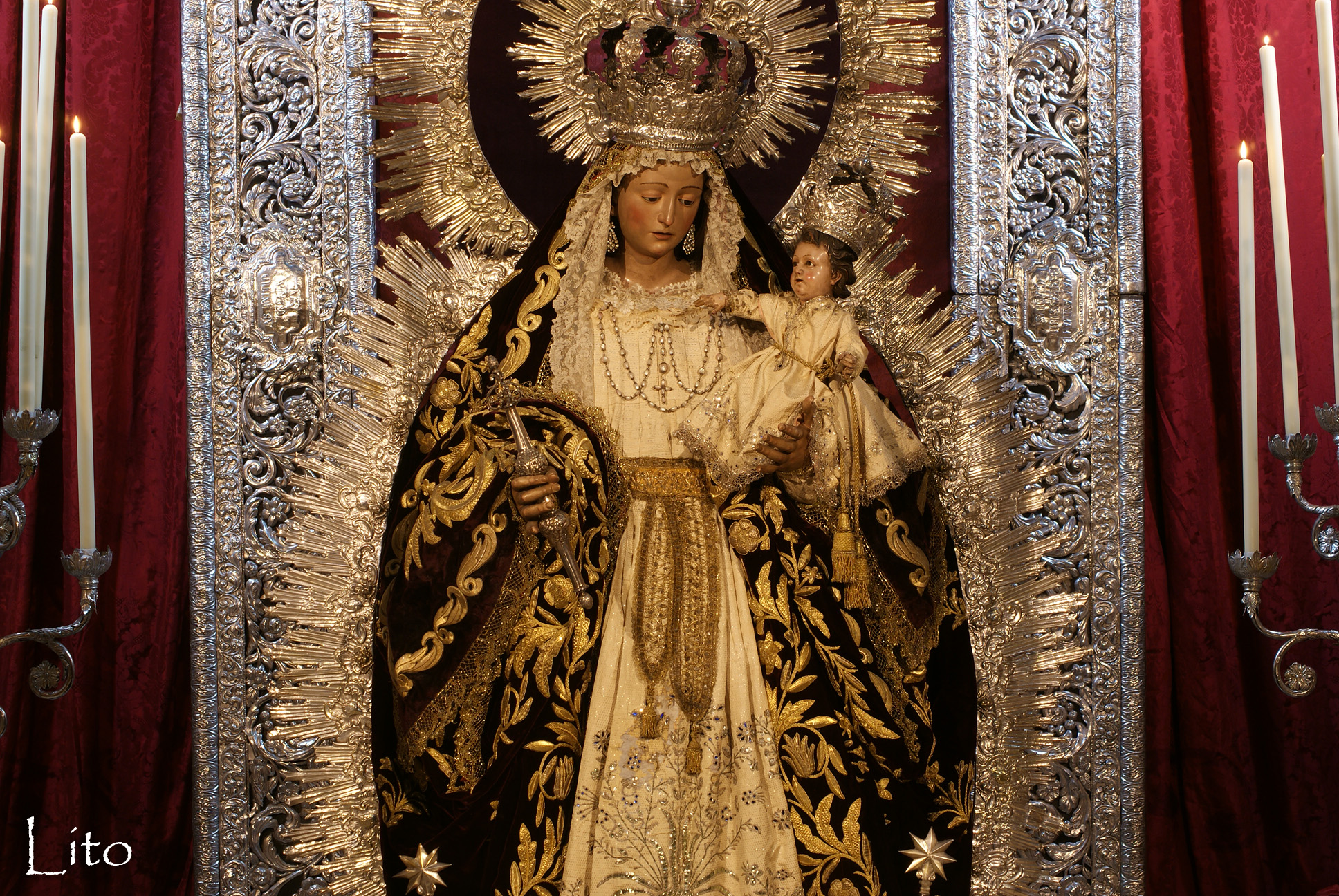
Virgen del Rosario, San Vicente

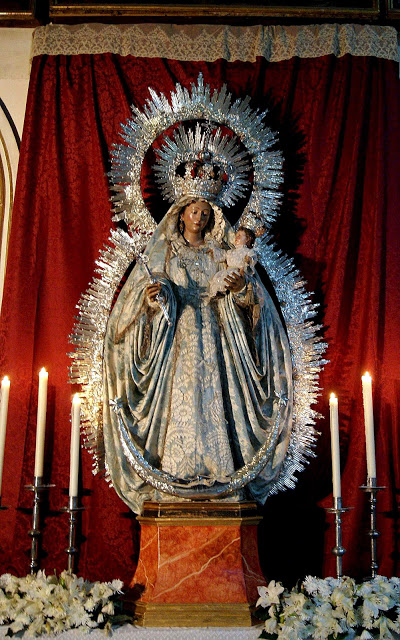
.Virgen del Rosario de San Vicente en su antiguo retablo

La Virgen del Rosario también es titular de la hermandad. Procesiona el 1 de noviembre. No se tiene constancia de la fecha en que se hizo, pero se supone realizada entre lo siglos XVII y XVIII. Como posible autor autor se ha propuesto a Juan Bautista Patroni.
Las coronas de la Virgen del Rosario y del Niño Jesús y la media luna son de plata. Fueron realizadas por José de Guzmán en 1780.

### Sagrado Corazón de Jesús
El Sagrado Corazón de Jesús fue realizado en 1891 por Emilio Pizarro de la Cruz. Y restaurado por Pedro Manzano en 2011.

### San Miguel Arcángel
San Miguel Arcángel fue realizado en 1657 por Pedro Roldán. Fue policromada y dorada de nuevo entre finales del siglo XVIII y principios del XIX. Fue restaurada en el 2000 por el Instituto Andaluz de Patrimonio Histórico.

## Patrimonio musical
Antecediendo el paso de Jesús de la Divina Misericordia acompaña una capilla musical.
El paso de misterio de las Siete Palabras lleva detrás la Banda de Cornetas y Tambores Esencia de Sevilla.
El paso de palio de la Virgen de la Cabeza lleva la Banda del Carmen de Villalba del Alcor, provincia de Huelva.  
Nuestra Señora del Rosario procesiona con la Banda de Música del Maestro Tejera de Sevilla. 

### Marchas dedicadas
Para ser interpretadas por banda de música:
- Pasan los campanilleros (Manuel López Farfán, 1924)
- Santísimo Cristo de las Siete Palabras (Antonio Pantión Pérez, 1955)
- Nuestra Señora de la Cabeza (Antonio Pantión Pérez, 1973)
- Nuestro Padre Jesús de la Misericordia (Miguel Vázquez Garfia, 1981)
- Virgen de la Cabeza (Pedro Morales Muñoz, 1991)
- María Santísima de los Remedios (Francisco Javier Alonso Delgado, 2007)
- Nuestra Señora de la Cabeza (Manuel Serrano Rodríguez, 2009)
- Rosario de San Vicente (Alberto Barea Tejada, 2013)
- Campanas de Misericordia (Alberto Álvarez, 2016)
- Divina Palabra (Jesús Navarro Muñoz, 2016)
- Las Siete Palabras (Jacinto Manuel Rojas Guisado, 2018)

Para ser interpretadas por banda de cornetas y tambores:
- Siete Palabras (José Osuna, 1901)
- Misericordia en tus Palabras (Francisco José Martínez Pérez, 1995)
- Siete palabras de nuestro señor (Isaac Gómez y Jorge Águila, 2001)
- A ti padre (Agustín Castro Rodríguez, 2002)
- Septem Verba Christi (Manuel Alejandro González, 2007)
- Escapulario Carmesí (Emilio José Escalante Romero, 2009)
- En tu Calvario (Enrique León Serrano, 2011)
- Misericordia de tus Palabras (Francisco Moraza Cienfuegos, 2012)
- Noche carmesí (José Manuel Ortega León, 2018)
- Sagrados clavos (José Bazalo, 2022)
- Madre de los remedios ( José Bazalo, 2024)
- Tú Esencia (Manuel Alejandro González Cruz, 2025)

Para ser interpretadas por agrupación musical: 
- Siete Palabras (Francisco del Toro, 1989)
- Jesús de la Divina Misericordia (Jesús Gómez Rodríguez y Juan Manuel Martínez Lara, 1998).

## Túnicas
Visten los nazarenos túnicas blancas con cola de sarga, un escapulario de color carmesí y un cordón amarillo en el lado izquierdo de la cintura. Guantes blancos y zapatos negros, escudo bordado en el antifaz y tres botones de color carmesí en cada puño. 
Este hábito es el mismo desde 1595 y se tiene como el más antiguo de los usados en la Semana Santa de Sevilla.

## Paso por la carrera oficial
| Predecesor: Los Panaderos | Orden de entrada en la carrera oficial (Miércoles Santo) 8º lugar | Sucesor: El Cristo de Burgos |